# ジョルジュ・ウィルソン
ジョルジュ・ウィルソン（Georges Wilson、1921年10月16日 - 2010年2月3日）はフランスの俳優。

## 来歴
1921年10月16日（10月7日とする資料もある）にシャンピニー＝シュル＝マルヌで生まれる。父親はアイルランド系のミュージシャン。ウィルソンという姓は、彼のアイルランド人の祖母の姓である。大学入学資格を取ってから、ピエール・ルノワールについて演劇を学ぶ。その後、国立民衆劇場に属し、『女の学校』や『アンチゴーヌ』などの舞台に出演。1952年に映画デビューし、1959年ごろから本格的に映画俳優として活躍した。代表作に1961年の『かくも長き不在』などがある。
息子のランベール・ウィルソンも俳優となり、1989年にはランベールが主演した映画『La Vouivre』の監督を務める。
2010年2月3日、88歳で死去した。

## 主な出演作品
- 青い女馬 La Jument verte (1959)
- かくも長き不在 Une aussi longue absence (1961)
- タンタンとトワゾンドール号の神秘 Tintin et le mystère de la Toison d'Or (1961)
- 史上最大の作戦 The Longest Day (1962)
- 禁じられた抱擁 La Noia (1963)
- ベルサイユのばら Lady Oscar (1979)
- 女優マルキーズ Marquise (1997)
- 愛されるために、ここにいる Je ne suis pas là pour être aimé (2005)
- ジャック・メスリーヌ フランスで社会の敵No.1と呼ばれた男 Part2 ルージュ編 L'Ennemi public n° 1 (2008)